# EyeOS
eyeOS è un Web operating system proprietario sviluppato da eyeOS SL. All'interno del sistema sono presenti varie applicazioni tra cui un editor di testo, un calendario, una calcolatrice ed un lettore di feed RSS.
È possibile creare nuove applicazioni attraverso l'apposito eyeOS Toolkit, l'IDE integrato, che può essere installato attraverso il sistema port-based eyeSoft. Questo consente a chiunque di poter creare le proprie applicazioni per eyeOS e di condividerle automaticamente con tutti gli utenti eyeOS. Lo scopo di eyeOS è quello di fornire un sistema operativo sul web il più completo possibile che possa essere raggiungibile ovunque da qualsiasi periferica internet.

## Applicazioni basilari
- editLink - Utility per modificare i link di sistema.
- eyeCalc - Widget, Calcolatore.
- eyeCalendar - Calendario.
- eyeChess - Videogiochi.
- eyeContacts - Rubrica di gestione dei contatti.
- eyeDocs - Word Processor, possibili di salvare documenti compatibili con Word.
- eyeFiles - File manager. Include molti plug-ins per amministrare i file, come ad esempio Upload, Download, Download come file Zip, Copia, Incolla...
- eyeGroups - Amministrare i gruppi di utenti.
- eyeInstaller - Applicazione utile ad installare gli eyePackages, pacchetti individuali da installare nel sistema.
- eyeMp3 - Lettore MP3.
- eyeNav - Web browser integrato.
- eyeNotes - Editor testuale.
- eyeProcess - Amministrazione dei processi.
- eyeRSS - Feed reader
- eyeSoft - Sistema ports-based collegato di default alla repository ufficiale di eyeOS.
- eyeTrash - Cestino.
- eyeZip - Programma utile a scompattare i file Zip caricati sul sistema.

## Storia
La prima versione, eyeOS 0.6.0, fu distribuita con licenza GNU GPL il 1º agosto 2005. Dopo due anni l'eyeOS Team mise in commercio, il 4 giugno 2007, eyeOS 1.0
La nuova versione introdusse nuove tecnologie web, come l'eyeSoft, il sistema ports-based collegato al repository ufficiale di eyeOS (come Apt-get per Debian Linux) e l'eyeOS Toolkit per sviluppare facilmente nuove applicazioni.
Le versioni successive alla 2.0 non sono più open source. L'ultima versione libera è stata rimossa da SourceForge.